# Glodeni (Mureș)
Glodeni (Hongaars: Marossárpatak) is een comună in het district Mureş, Transsylvanië, Roemenië. Het is opgebouwd uit vijf dorpen, namelijk:
- Glodeni (Hongaars: Marossárpatak)
- Merişor (Hongaars: Pusztaalmás)
- Moişa (Hongaars: Mezőmajos)
- Păcureni (Hongaars: Pókakeresztúr)
- Păingeni (Hongaars: Póka)

De gemeente ligt op de Hongaars-Roemeense taalgrens, ten noorden van Glodeni wordt voornamelijk Roemeens gesproken.

## Geschiedenis
De comună maakte deel uit van Szeklerland, een deel van de historische provincie Transsylvanië. Het behoorde tot 1918 tot het Maros Torda Comitaat van Koninkrijk Hongarije. Het werd een deel van Roemenië na het Verdrag van Trianon uit 1920.

## Demografie
Glodeni heeft een absolute Szeklers-Hongaarse meerderheid. Volgens de volkstelling van 2002 hat het zo'n 3.822 inwoners waarvan er 2.892 (75,7%) Hongaren waren.

## Galerij

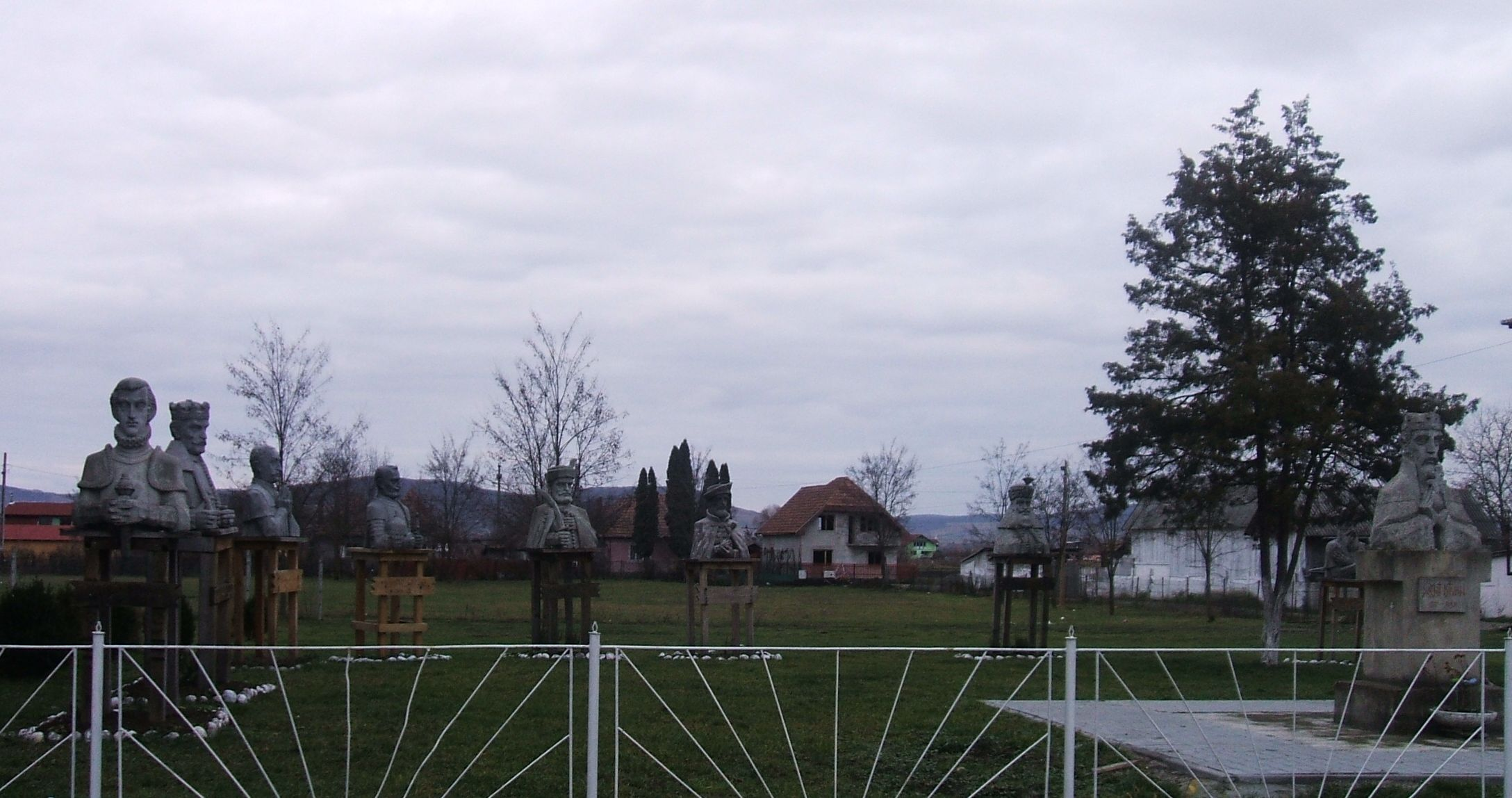
Het "Standbeeldenpark" van Glodeni
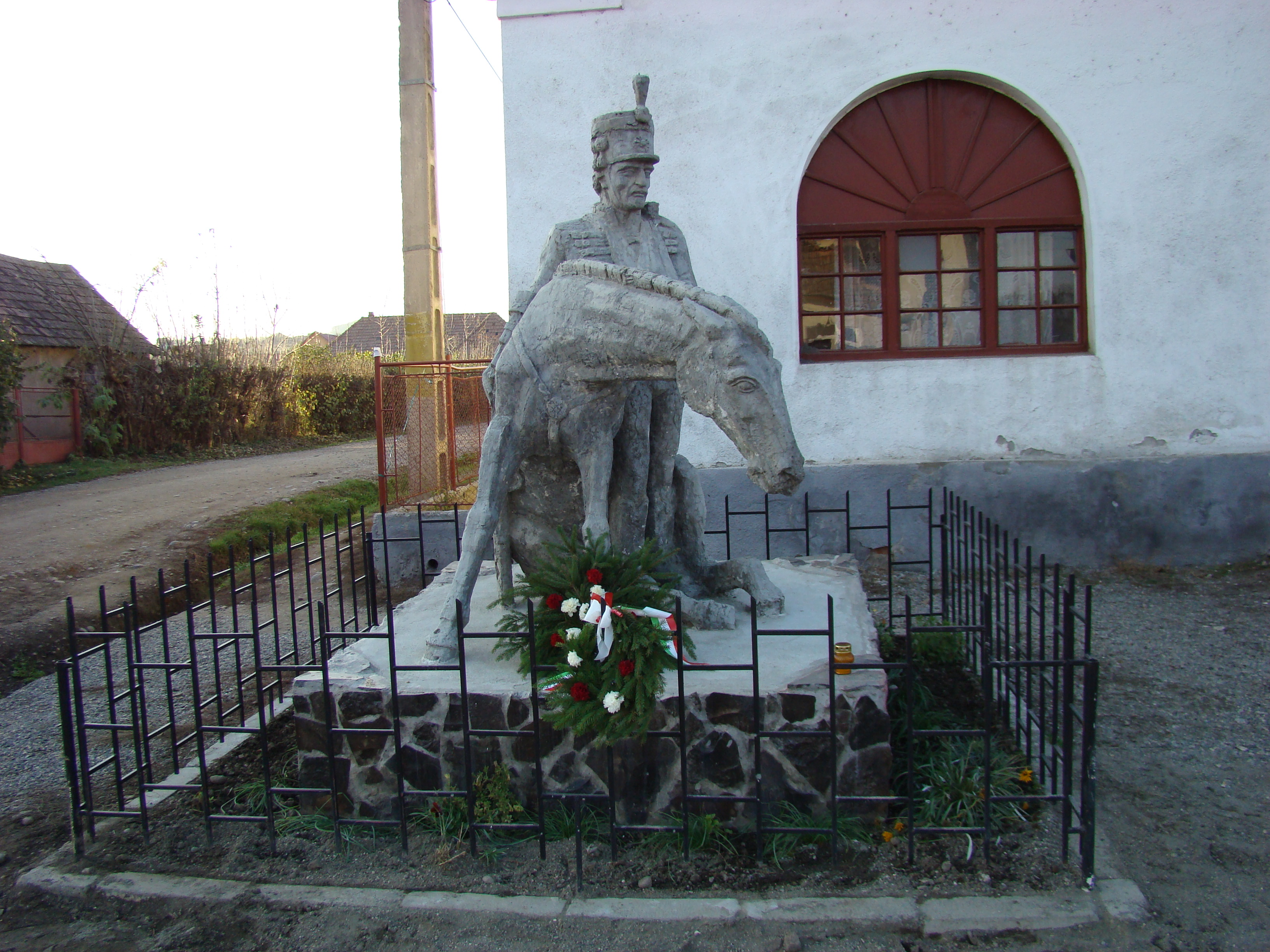
Het standbeeld van "de gewonde huzaar"
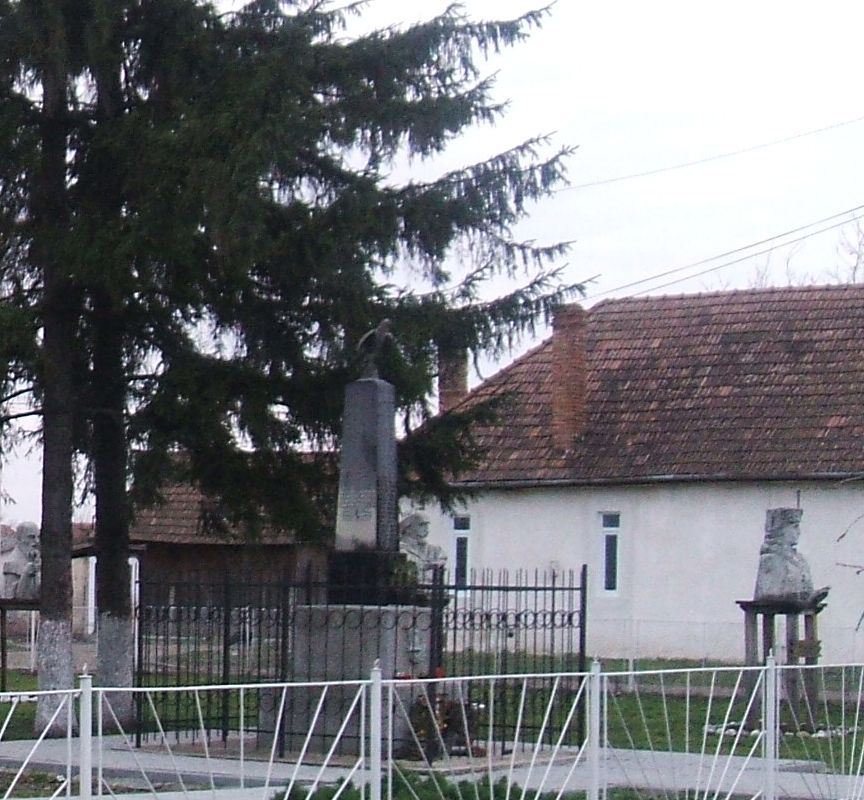
Een oorlogsmonument